# Зайнаб бинт Джахш
Зайнаб бинт Джахш аль-Кураши (араб. زينب بنت جحش‎; ум. 642) — одна из жён пророка Мухаммада, мать правоверных.

## Биография
Происходила из рода асад племени курайшитов. Её отца звали Джахш ибн Риаб ибн Ямара ибн Сабра ибн Мурра ибн Асад ибн Хузайма, а мать — Умайма бинт Абд аль-Мутталиб ибн Хашим. Таким образом, Зайнаб — двоюродная сестра Мухаммеда, дочь сестры его отца.
Зайнаб бинт Джахш была одной из первых мусульманок. Она родилась приблизительно за 20 лет до начала пророчества пророка Мухаммада. При рождении её звали Баррой, но пророк Мухаммад дал ей новое имя — Зайнаб.
Будучи незамужней девушкой, Зайнаб в числе первых переселилась в Медину. Пророк Мухаммад хотел женить на ней своего приемного сына и вольноотпущенника Зейда ибн Харису, упразднив этим обычаи периода невежества (джахилии), согласно которым свободная женщина не могла выйти замуж за бывшего раба. Зайнаб и её братья были против этого брака, но после ниспослания 36 аята суры Аль-Ахзаб она согласилась на этот брак. Согласно одним источникам, ее брак с Зейдом ибн Харисой оказался несчастливым, и Зейд решил развестись со своей женой; согласно другим — Зейд узнал о том, что его приемный отец полюбил Зайнаб, а потому решил уступить ее Мухаммаду. Несмотря на все увещевания со стороны пророка Мухаммада через год они развелись.
После этого Мухаммад, выждав положенный срок, хотел жениться на Зайнаб сам, но обычаи арабов тех лет, которые видели в подобном кровосмесительную связь, вызвали недовольство среди первых мусульман. В это же время в Коране было ниспослано новое положение, устанавливающее различия между браками по кровному и сводному родству, а вместе с тем и запрещающее называть приемных детей по имени своих опекунов, то есть приемный сын Мухаммада, Зейд, вновь принимает имя своего настоящего отца. После этого, в 5 году хиджры, пророк Мухаммад женился на Зайнаб бинт Джахш. Впоследствии Зайнаб очень гордилась тем, что ее брак с Мухаммадом нашел выражение в одном из коранических откровений.
Зайнаб была трудолюбивой, добродетельной и набожной женщиной. Она много времени проводила в молитвах и постах. Зайнаб бинт Джахш умерла в возрасте 53 лет, в Медине. Она была первой женой пророка Мухаммада, умершей после его смерти.